# Watch Over You
Watch Over You è un singolo del gruppo musicale statunitense Alter Bridge, pubblicato il 14 gennaio 2008 come secondo estratto dal secondo album in studio Blackbird.

## Descrizione
Si tratta di una power ballad contraddistinta da un tono molto più leggero rispetto ad altre canzoni dell'album. Il cantante Myles Kennedy, che ha composto il testo, ha affermato che la canzone parla di un uomo che vuole disperatamente prendersi cura della propria donna. Durante i concerti, Kennedy la canta sempre da solo sul palco, seduto su un trespolo e accompagnato dal suono della sua chitarra acustica.
Il brano ha fatto da colonna sonora alla seconda stagione del reality Celebrity Rehab with Dr. Drew.

### Versione con Cristina Scabbia
Nel 2008 gli Alter Bridge hanno pubblicato una nuova versione del brano incisa con la cantante dei Lacuna Coil Cristina Scabbia. Kennedy ha così raccontato la nascita di questa collaborazione:

## Video musicale
È stato realizzato un videoclip per Watch Over You, che è stato trasmesso per la prima volta in Australia e Nuova Zelanda a metà settembre 2008. Nel tardo settembre/inizio ottobre è stata pubblicata una seconda versione del video del brano trasmessa da VH1, contenente alcune immagini tratte dalla seconda stagione di Celebrity Rehab with Dr. Drew, a cui il brano faceva da colonna sonora. Ciò ha permesso al pezzo di diventare abbastanza popolare negli Stati Uniti d'America.
La seconda versione del video è stata realizzata per promuovere Celebrity Rehab with Dr. Drew ed ha debuttato alla posizione numero 10 della "VH1 Top 20 Countdown", la classifica dei venti video più trasmessi su VH1, fino ad arrivare alla posizione numero 3.

## Formazione
Gruppo
- Myles Kennedy – voce, chitarra
- Mark Tremonti – chitarra, cori
- Brian Marshall – basso
- Scott Phillips – batteria

Altri musicisti
- Cristina Scabbia – voce aggiuntiva

Produzione
- Michael "Elvis" Baskette – produzione
- Dave Holdredge – ingegneria del suono
- Jeff Moll – assistenza tecnica
- Brian Sperber – missaggio
- Brian "Big Bass" Gardner – mastering
- Daniel Tremonti – copertina

## Classifiche
| Classifica (2008)             | Posizione massima |
| ----------------------------- | ----------------- |
| Stati Uniti (adult top 40)    | 40                |
| Stati Uniti (mainstream rock) | 19                |